# Sporophyte
Ne pas confondre avec le sporophore qui est l'organe portant les spores chez les Fungi ou « champignons ».

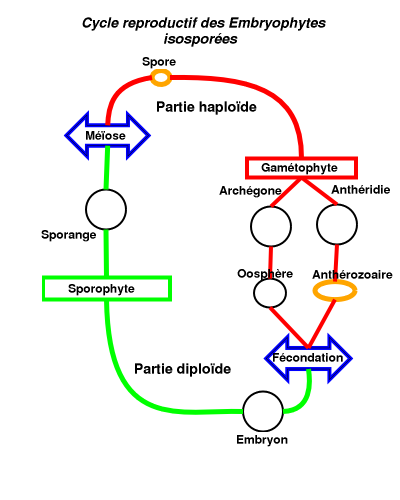

Le sporophyte est le stade de la génération du cycle de reproduction des plantes qui produit des spores (microspores ou macrospores éventuellement), qui sont disséminées ou non.

## Rôle évolutif

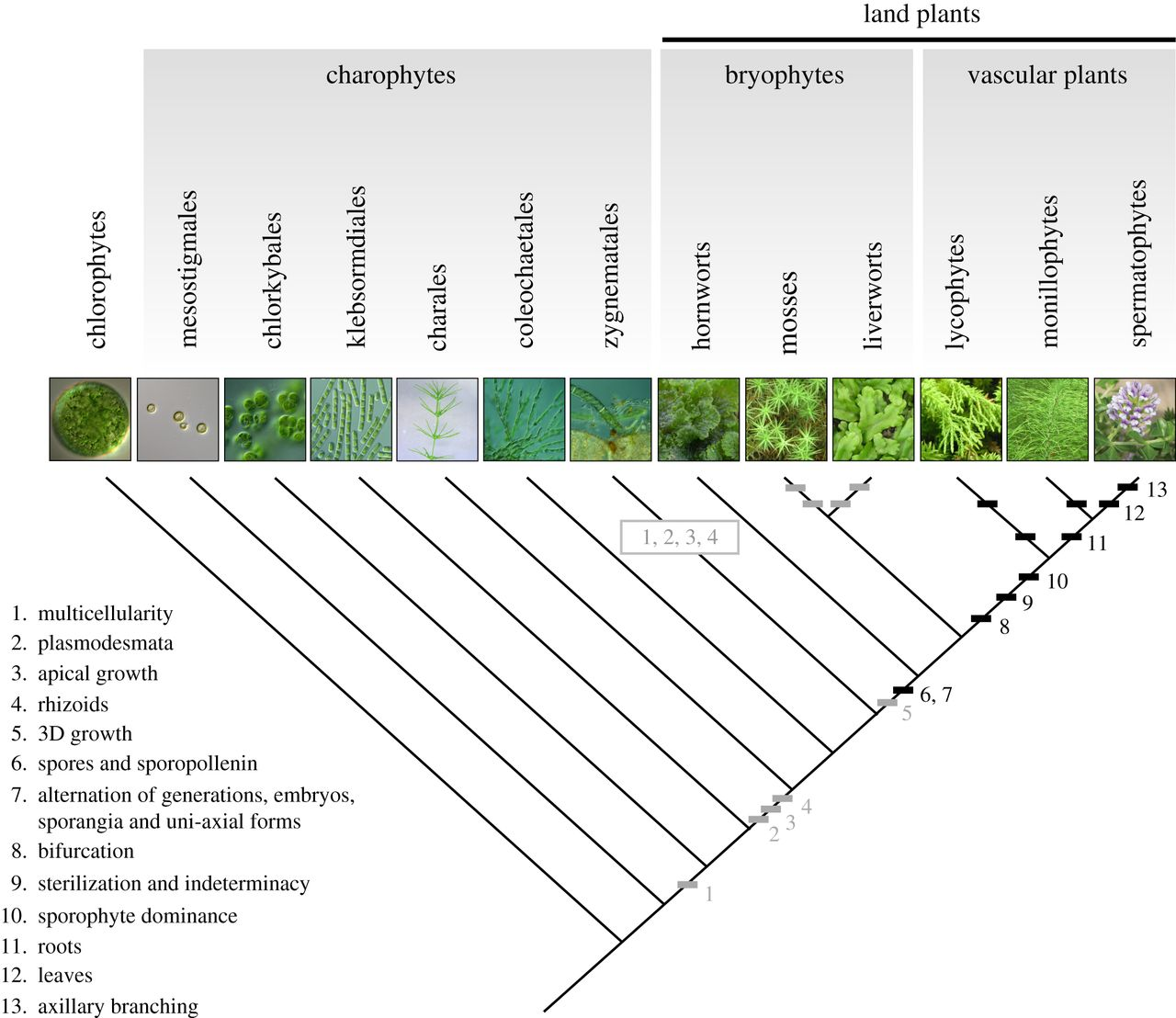
Évolution des principales structures et des plans d'organisation chez les plantes.

Si le cycle est diplophasique chez les animaux, la diversité des cycles de développement chez les végétaux traduit la multiplicité des tentatives évolutives. Au cours de l'histoire évolutive des végétaux, on assiste à une réduction de la phase gamétophytique (réduction de taille mais aussi du temps de vie) au profit de la phase sporophytique. Une hypothèse est que la réduction de cette phase gamétophytique du cycle biologique au cours de la conquête des terres (milieu difficile) pourrait être que la diploïdie du sporophyte autorise le masquage de l'expression de mutations délétères (provenant d'une exposition aux UV) par complémentation génétique,. Ce phénomène est bien caractérisé chez les végétaux terrestres, mais il s'observe aussi chez les formes des algues considérées comme plus évoluées (Laminariales, Fucales chez lesquelles le gamétophyte cesse d'exister en tant qu'organisme indépendant) et surtout chez les Charophytes qui développent une protection du jeune individu diploïde en différenciant des oogones (organes ovoïdes à paroi indurée) qui contiennent un zygote en état de latence.

## Sporophyte chez les grands groupes de plantes

### Chez les algues
Chez les algues, les situations sont variées.

### Chez les bryophytes

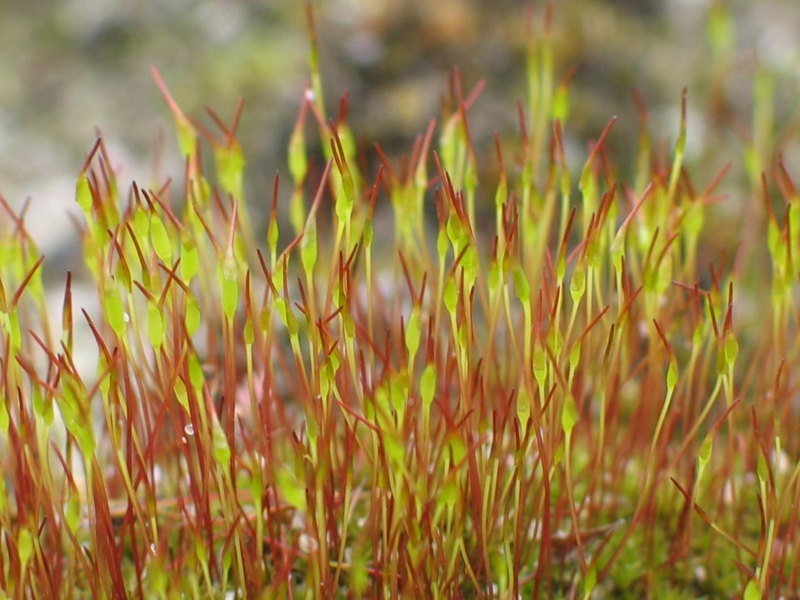
Jeunes sporophytes de la mousse commune Tortula muralis. Chez les mousses, le gamétophyte est la génération dominante, tandis que le sporophyte consiste en une extension du gamétophyte portant les sporanges.

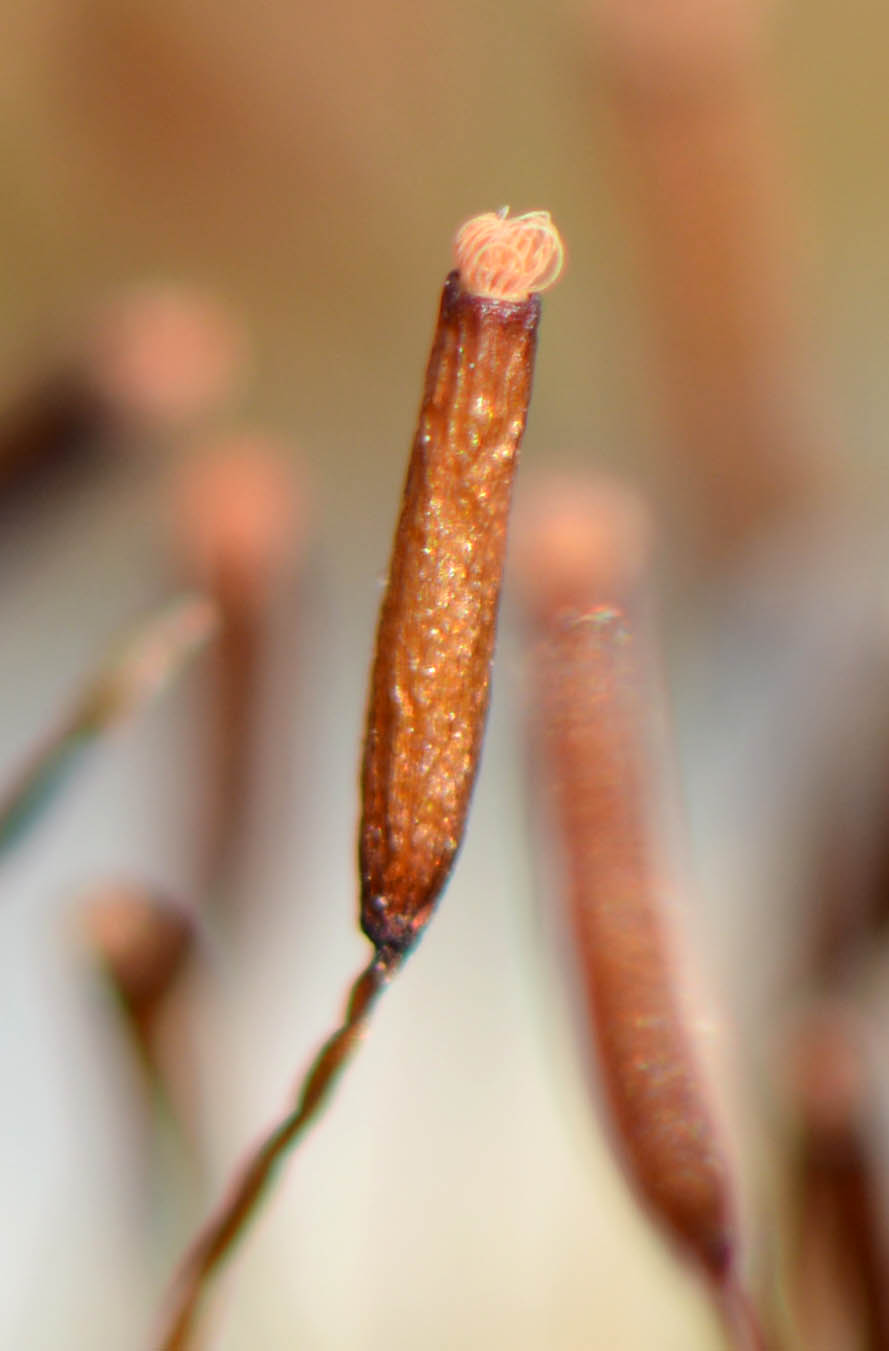
Capsule de sporophytes d’un bryophyte (Tortula muralis) et son Péristome.

Chez les mousses, le sporophyte est peu visible et fugace; son nom chez les bryophytes est le sporogone.

Il vit en quelque sorte en « parasite » du gamétophyte qui, lui, correspond à la plante feuillée visible.

### Chez les spermaphytes et fougères
- Chez les fougères et les plantes à graines (ou spermaphytes), le sporophyte est constitué par la majeure partie de la plante.

- Chez les spermaphytes, le gamétophyte mâle se développe à l'intérieur de l'enveloppe sporale avant même leur dissémination. Donc la masse qui est disséminée n'est plus une spore mais un gamétophyte réduit à l'intérieur de l'enveloppe de la spore. 
Pour le gamétophyte femelle celui-ci n'est plus disséminé et reste inclus dans le sporophyte plus particulièrement dans l'ovule qui n'est autre qu'un macrosporange tégumenté.